# Fahrzeugrecycling
Fahrzeugrecycling beschreibt den Prozess der Entsorgung von Kraftfahrzeugen und daraus erfolgender Rohstoffrückgewinnung. In westlichen Industrienationen und auch in den meisten anderen Ländern der Welt wird mittlerweile ein großer Anteil der Metalle auf diese Weise rezykliert.

## Recyclingprozess

### Stilllegung und Neutralisation
Altfahrzeuge, d. h. verunfallte oder defekte Fahrzeuge, deren Reparatur oder Export nicht mehr wirtschaftlich ist, und Fahrzeuge, die nicht mehr verkehrssicher sind, werden in der Regel von einer lokalen Annahmestelle oder einem lokalen Demontagebetrieb angenommen oder angekauft und schließlich verschrottet. In Deutschland verpflichtet die Altfahrzeug-Verordnung die Autohersteller zur Rücknahme und Verwertung der Fahrzeuge.

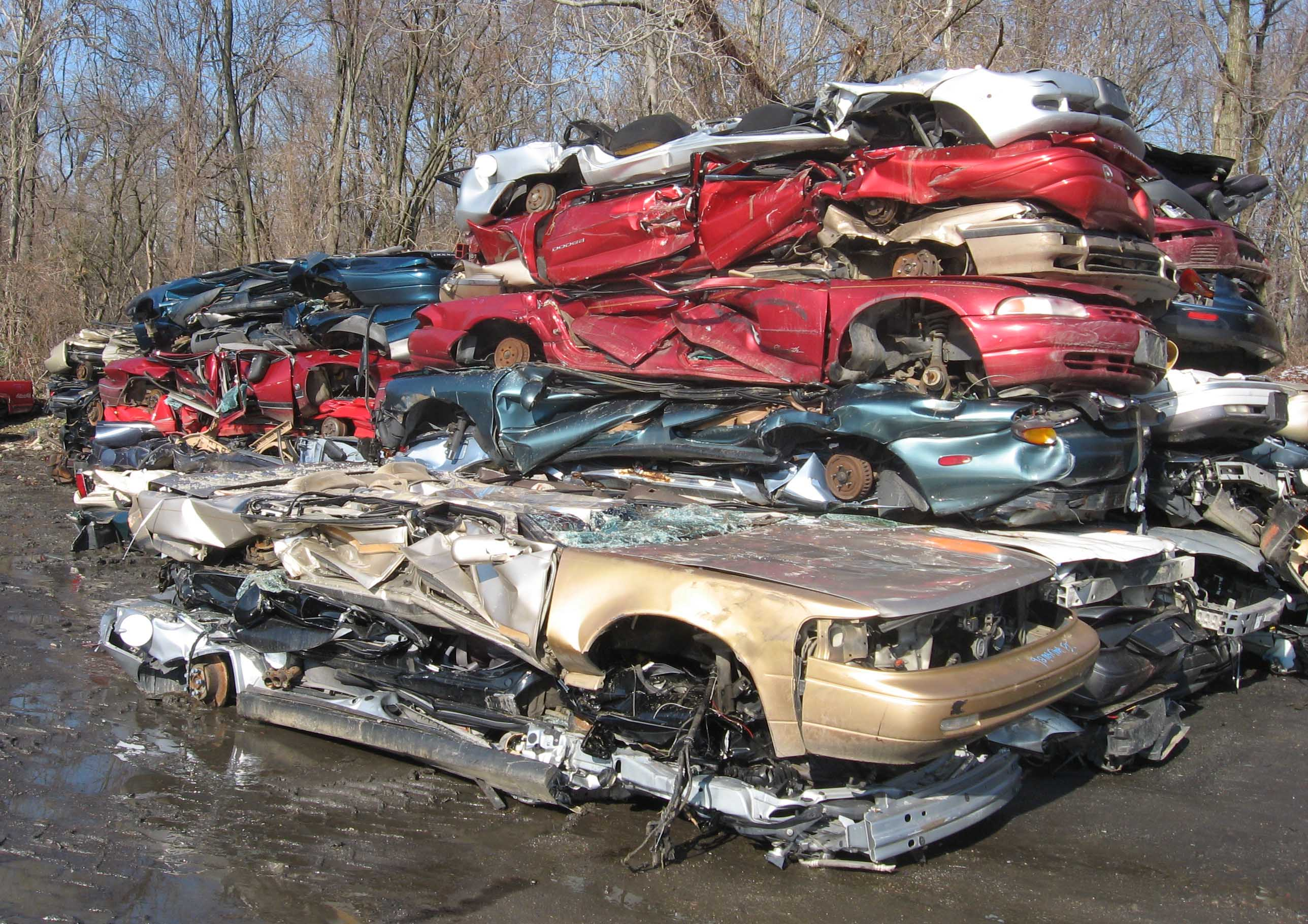
Gepresste Fahrzeugwracks bereit zum Schreddern

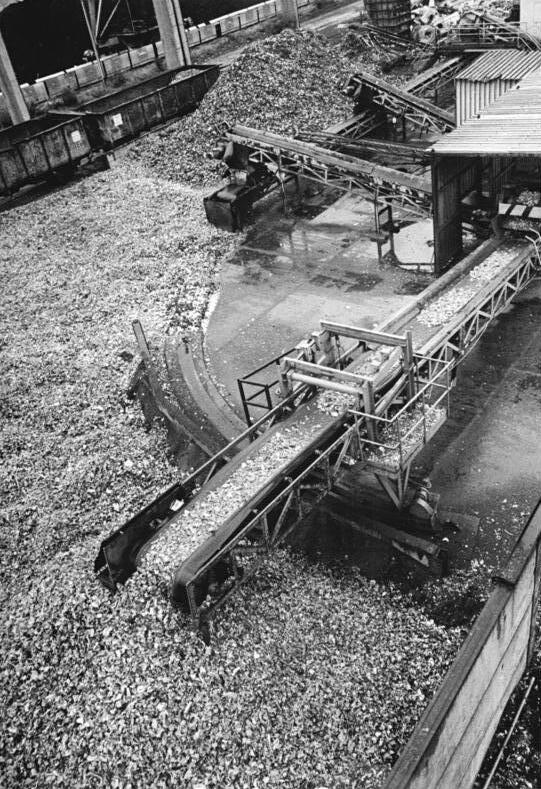
Die Schredderanlage ermöglicht die sortenreine Fraktionierung der Rohstoffe

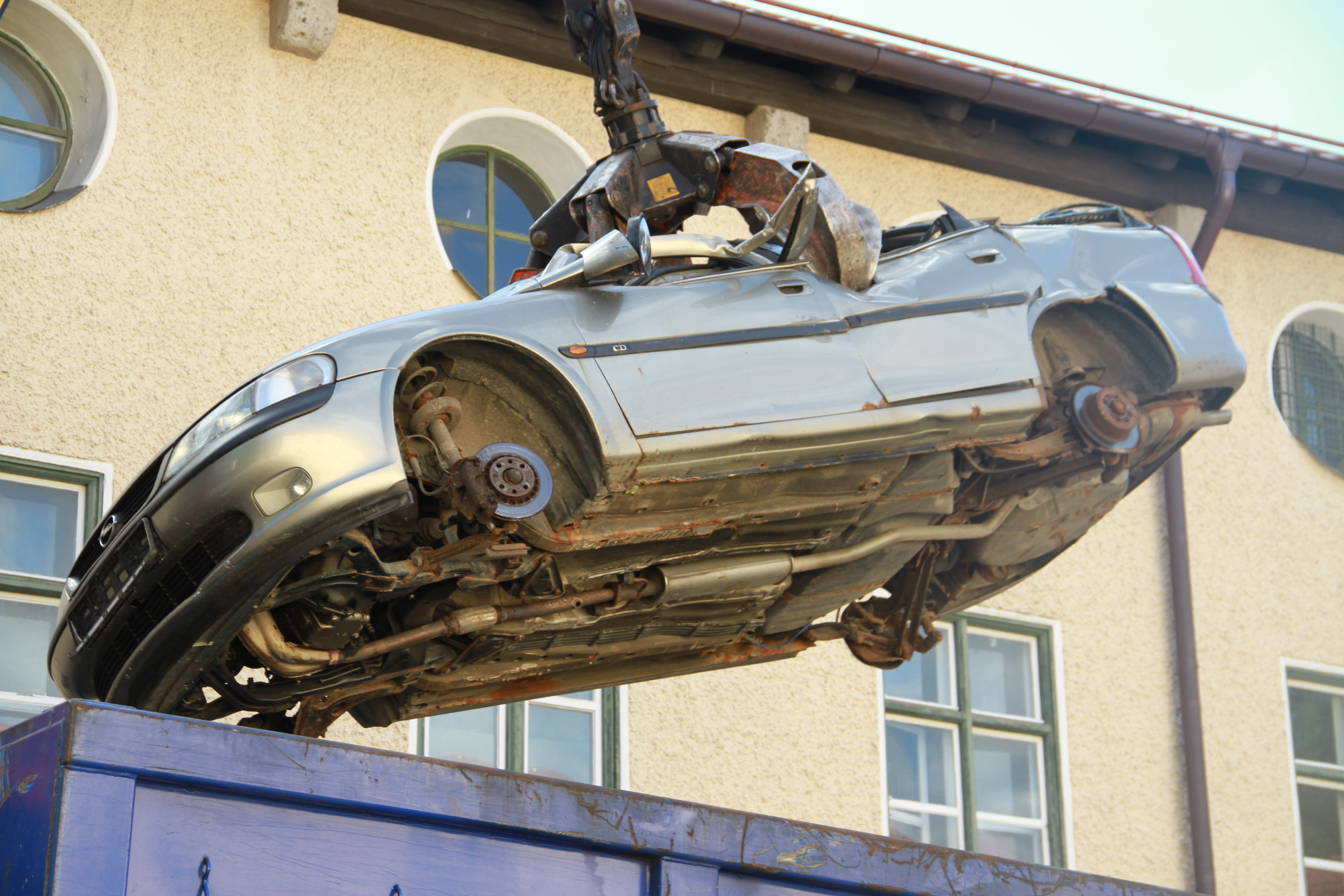
Autokran beim Verladen eines Altfahrzeuges

Dazu werden die angenommenen Fahrzeuge begutachtet und der entsprechende Verwertungsnachweis ausgestellt.
Entsprechend der Altfahrzeugverordnung sind die Betreiber von Demontagebetrieben verpflichtet, nach der Anlieferung bei jedem Altfahrzeug unverzüglich die Batterien zu entnehmen, den Flüssiggastank nach Vorgaben des Herstellers sachgerecht zu behandeln und die pyrotechnischen Bauteile (Airbags) durch geschultes Fachpersonal nach Vorgabe der Hersteller entweder zu demontieren und in zugelassenen Anlagen entsorgen zu lassen oder durch Auslösung im eingebauten Zustand unschädlich zu machen.
Betreiber von Demontagebetrieben müssen vor der weiteren Behandlung folgende Betriebsflüssigkeiten und Betriebsmittel entfernen und getrennt sammeln: Kraftstoff (dazu zählt auch Flüssiggas für den Fahrzeugantrieb), Kühlerflüssigkeit, Bremsflüssigkeit, Scheibenwaschflüssigkeit, Kältemittel aus Klimaanlagen (FCKW u. a.) sowie Ölfilter. Dies gilt auch für Motorenöl, Getriebeöl, Differenzialöl, Hydrauliköl und Stoßdämpferöl, sofern keine Demontage der Stoßdämpfer erfolgt; diese Öle können miteinander vermischt werden, sofern sie nach den Bestimmungen der Altölverordnung der Sammelkategorie 1 zuzuordnen sind.

### Demontage
Nächster Schritt ist dann der Ausbau und die Lagerung verkaufsfähiger Gebrauchtteile, z. B. gängig gehandelter Aggregate, wie Motor, Getriebe, Lichtmaschine und Achsteile, als Ersatzteil zwecks Instandsetzung anderer Fahrzeuge gleichen Typs. Auch die Innenausstattung wie Sitze, Ablagen und Türverkleidungen sowie Karosserieteile wie Hauben und Türen oder die Elektroausstattung (Scheinwerfer, Rückleuchten, Schalter, Autoradio, Bordcomputer) werden ausgebaut und zum Verkauf eingelagert. Oftmals werden vom Verwertungsbetrieb jedoch nur die großen Aggregate ausgebaut; weitere Ausbauten überlässt er den Kunden, die Teile kaufen wollen zum Selbstausbau. Fertig ausgebaute Teile (teils funktionsgeprüft) sind auch höher im Beschaffungspreis, demgegenüber spart ein Selbstausbau dem Kunden Kosten.
Das „Ausschlachten“ der Fahrzeuge wird in Deutschland zunehmend unattraktiver. Grund hierfür ist der schnelle Modell- und Produktwechsel in der Automobilbranche, die ständig weiterentwickelte Elektronik und die geringere Haltbarkeit der Ersatzteile. Ein weiterer Grund dürfte der erhebliche Export von Gebrauchtfahrzeugen ins europäische und nichteuropäische Ausland sein, wodurch die inländische Nachfrage nach Ersatzteilen aus Altfahrzeugen reduziert wird. Das bei der Fahrzeugverwertung gewonnene Altmetall wird aber ökologisch und ökonomisch sinnvoll wieder dem Rohstoffkreislauf zugeführt (siehe Recyclingquoten).

### Kompaktierung und Fraktionierung
Hat dann das Fahrzeug einen gewissen Grad der Demontage erlangt, wird es endverwertet. Hierfür wird das von verwertbaren Ersatzteilen befreite Automobil zumeist mit Hilfe einer Presse verdichtet und einer Schredderanlage zugeführt. Die Verdichtung spart beim Weitertransport zum Shredderbetrieb Platz und damit Transportkosten.
In Deutschland gibt es rund 65 Schredderbetriebe, die die Fahrzeuge in Schredderanlagen fraktionieren. Das komplette Automobil wird dabei in eine Schredderanlage (Hammermühle) gegeben und in etwa faustgroße Stücke gerissen. In verschiedenen nachgeschalteten Trennstufen werden die Materialien in die Fraktionen (ferromagnetische) Metalle, Leichtmetalle und Kunststoff- bzw. Schredderleichtfraktion getrennt. Dabei wird Stahlschrott über Magnete abgeschieden, NE-Metalle und Kunststoffe werden über Schwimm-Sink-Anlagen bzw. Windsichtung nach Rohstoffen getrennt. Die Kunststofffraktion ist zumeist ökonomisch nicht wiederverwertbar und wird entweder in eine Müllverbrennungsanlage gebracht oder auf einer Deponie abgelagert.
Der Schredderschrott wird Stahlwerken zur Herstellung von neuem Stahl wieder zugeführt, dabei dient der sortenreine Stahl als Kühlschrott bei der Stahlerzeugung. Aufgrund europäischer Gesetzgebung ist inzwischen vor dem Schreddern eines Fahrzeuges eine umfangreiche Vorbehandlung notwendig. Unreiner Mischschrott kann die Qualität von neuem Stahl erheblich beeinflussen.
Preise für Schrott und dessen wiederverwertbare Rohstoffe variieren stark. So sind auch die Rohstoffe in Autos ein Ziel für Händler und Verwerter. Das Schrottaufkommen von Eisen und Stahl übertrifft bei sämtlichen Fahrzeugverwertungen das Aufkommen anderer Metalle um ein Vielfaches. So wird Eisen- und Stahlschrott aus dem Fahrzeugrecycling als Sekundärrohstoff der Stahlindustrie zugeführt, deren Rohstoffbedarf mittlerweile zu über 50 % aus Schrottabfällen gedeckt wird.

## Autoverschrottung in Deutschland

### Verschrottete Fahrzeuge und verwertete Materialien
In Deutschland fielen 2006 laut der Statistik von Eurostat rund eine halbe Million Pkw (M1) und leichte Nutzfahrzeuge (N1) als Altfahrzeuge an. Im Jahr 2009 – dem Jahr der Abwrackprämie – gab es einmalig 1,78 Millionen Altfahrzeuge. 2021 sank die Anzahl seit 2006 erstmals unter 400.000 und damit auf den niedrigsten Stand seit Beginn statistischen Erfassung 2004. Weil die Fahrzeuge zunehmend schwerer werden, sinkt die anfallende Masse an Altmaterialien jedoch langsamer als die Anzahl der Altfahrzeuge.
| Jahr | Anzahl    | Gewicht [t] |
| ---- | --------- | ----------- |
| 2007 | 456.436   | 420.424     |
| 2009 | 1.778.593 | 1.596.831   |
| 2011 | 466.160   | 468.459     |
| 2013 | 500.322   | 490.771     |
| 2015 | 512.163   | 502.656     |
| 2017 | 506.531   | 530.311     |
| 2019 | 461.266   | 501.658     |
| 2021 | 396.773   | 444.950     |

Insgesamt geht das Umweltbundesamt für das Jahr 2020 von rund 2,78 Mio. endgültigen Stilllegungen aus. Davon wurden lediglich etwa 406.000 Fahrzeuge, also knapp 15 %, als Altfahrzeuge in Deutschland behandelt. 1,75 Mio. wurden in anderen EU-Staaten wieder angemeldet, weitere 260.000 wurden ins Nicht-EU-Ausland exportiert. Überdies erfolgte eine „Zuschätzung“ von 210.000 statistisch nicht erfassten Exporten. Damit ist der Verbleib von rund 150.000 endgültig stillgelegten Altfahrzeugen ungeklärt. Da die Berechnung teilweise auf Zuschätzungen beruhte, wurde der unbekannte Verbleib als Plausibilitätsprüfung vereinfacht nochmals über die Bestandsänderung als Differenz der neu hinzukommenden Fahrzeuge (Neuzulassungen + Gebrauchtfahrzeugimporte) und der aus dem Bestand endgültig ausscheidenden Fahrzeuge (Gebrauchtfahrzeugexporte + Altfahrzeuge) ermittelt. Diese Bilanzierung ergab eine noch größere nicht erklärte Lücke von rechnerisch rund 320.000 Fahrzeugen. 2014 waren es noch 540.000 stillgelegte KFZ mit unbekanntem Verbleib.
Im Jahr 2021 fielen in Deutschland rund 445.000 Tonnen Altfahrzeuge zur Verwertung an, die in Deutschland behandelt wurden. Nachstehende Tabelle gibt einen Überblick über die dabei erzeugten Fraktionen und deren Verwertung.
| aus Schadstoffbeseitigung und Demontage                           | aus Schadstoffbeseitigung und Demontage | aus Schadstoffbeseitigung und Demontage | aus Schadstoffbeseitigung und Demontage | aus Schadstoffbeseitigung und Demontage |
| Fraktion                                                          | Wieder- verwendung                      | Recycling                               | Energierück- gewinnung                  | Beseitigung                             |
| ----------------------------------------------------------------- | --------------------------------------- | --------------------------------------- | --------------------------------------- | --------------------------------------- |
| Batterien und Akkumulatoren                                       | 288                                     | 6.359                                   | 6                                       | 0                                       |
| Flüssigkeiten 1                                                   | 188                                     | 3.500                                   | 76                                      | 116                                     |
| Ölfilter                                                          | 1                                       | 163                                     | 2                                       | 7                                       |
| andere bei der Schadstoffbeseitigung anfallende Materialien 1     | 0                                       | 46                                      | 0                                       | 4                                       |
| Katalysatoren                                                     | 29                                      | 1.162                                   | 1                                       | 0                                       |
| Metallbauteile                                                    | 8.273                                   | 38.962                                  | 0                                       | 83                                      |
| Reifen                                                            | 518                                     | 11.949                                  | 1.749                                   | 14                                      |
| große Kunststoffteile                                             | 30                                      | 1.331                                   | 214                                     | 14                                      |
| Glas                                                              | 39                                      | 1.313                                   | 0                                       | 7                                       |
| andere bei der Demontage anfallende Materialien                   | 3.148                                   | 2.261                                   | 0                                       | 3                                       |
| Demontage und Schadstoffbeseitigung, insgesamt                    | 12.434                                  | 67.045                                  | 2.049                                   | 248                                     |
| aus Schredderfraktionen                                           |                                         |                                         |                                         |                                         |
| Eisenhaltiger Schrott (Stahl)                                     | -                                       | 191.136                                 | 0                                       | 0                                       |
| Nichteisenhaltige Werkstoffe (Aluminium, Kupfer, Zink, Blei etc.) | -                                       | 36.082                                  | 0                                       | 0                                       |
| Schredderleichtfraktion (SLF)                                     | -                                       | 35.243                                  | 25.365                                  | 6.924                                   |
| andere beim Schreddern anfallende Materialien                     | -                                       | 0                                       | 0                                       | 0                                       |
| Schredderfraktionen, insgesamt                                    | -                                       | 262.461                                 | 25.365                                  | 6.924                                   |

### Recyclingquoten
Die Altfahrzeugverordnung fordert seit 1. Januar 2015 eine Verwertungsquote (Wiederverwendung + Recycling + Energierückgewinnung) für Altfahrzeuge vom mindestens 95 % der anfallenden Masse sowie eine Recyclingquote (Wiederverwendung + Recycling) von mindestens 85 %. Die von der EU vorgegebene Berechnungsmethode führt allerdings zu Problemen, wenn die Altfahrzeuge nicht im gleichen Jahr verwertet werden wie sie angenommen wurden (und der Verwertungsnachweis ausgestellt wurde). Das führte dazu, dass die der EU gemeldeten Verwertungsquoten infolge der vermehrten Verschrottungen durch die Umweltprämie in den Jahren 2010 bis 2014 mehr als 100 % betrugen.  Das Bundesumweltministerium und das Umweltbundesamt haben daher für diesen Zeitraum eine alternative Berechnung erstellt, um diesen Effekt zu bereinigen. Demnach ergeben sich für 2014 bereinigte Quoten von rund 88 % für das Recycling und von rund 98 % für die Verwertung.
Aus einer Erhebung des statistischen Bundesamts geht hervor, dass 2019 die Verwertungsquote in Deutschland mit 93,6 % unterhalb der von der EU geforderten Quote lag, während die Recyclingquote mit 86,9 % die Vorgaben erfüllte. Auch 2020 wurde die geforderte Recyclingquote mit 86,8 % eingehalten, die Altfahrzeug-Verwertungsquote verfehlte mit 94,0 % zum zweiten Mal in Folge das Ziel von 95 %.

### Lebensdauer von Fahrzeugen

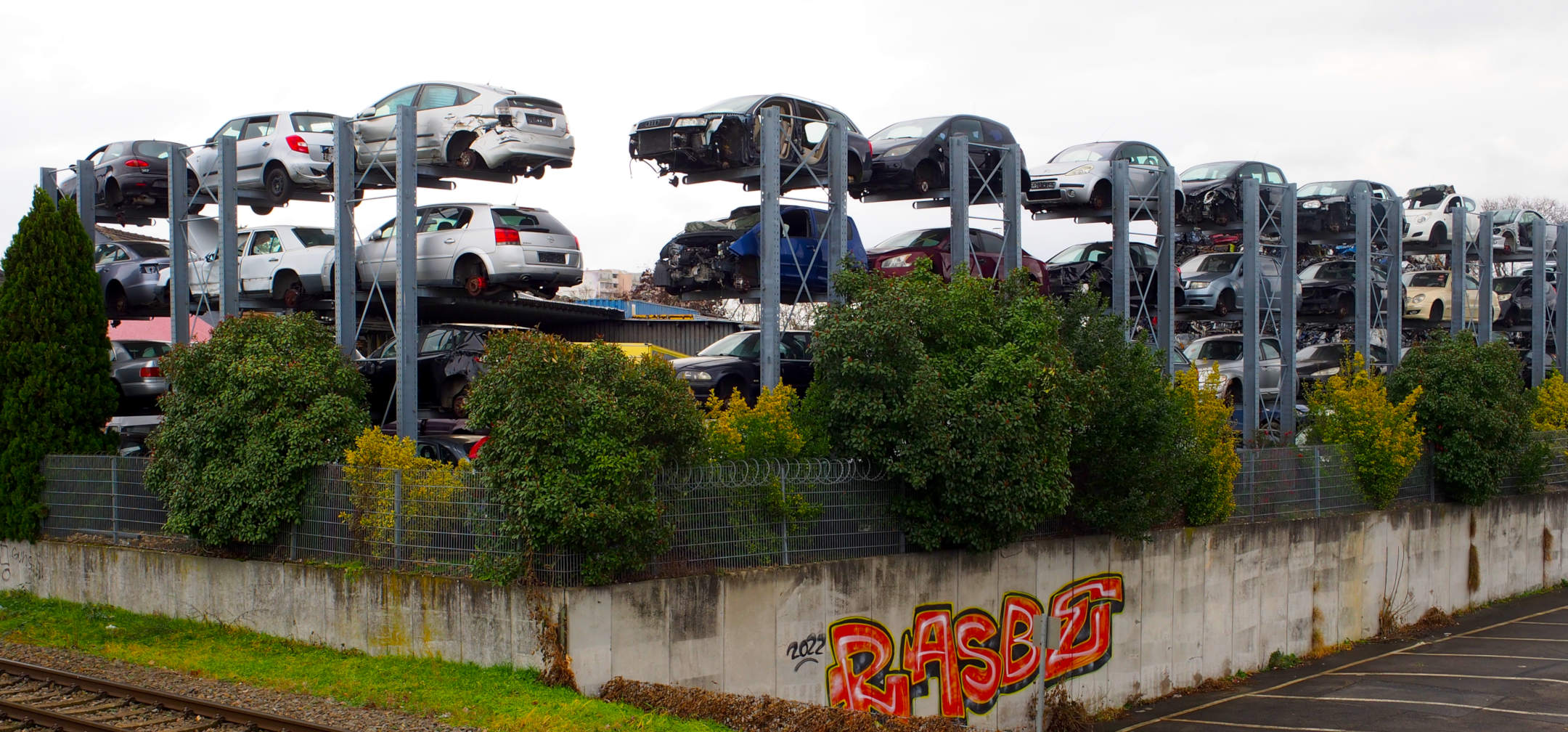
Pkw warten in einem Hochregallager auf ihre Verwertung

In Deutschland wird ein Pkw nach durchschnittlich 18 Jahren verschrottet. Allerdings gibt es hier deutliche Unterschiede bei den einzelnen Automarken. So ist die statistische Lebensdauer bei Volkswagen mit 26 Jahren weitaus höher als bei Modellen von Alfa Romeo, Lancia und Kia mit nur 14 Jahren. Deutlich ausdauernder als Pkw sind Wohnwagen mit 33 Jahren, Motorräder und Roller mit 29 Jahren sowie Lkw mit 25 Jahren. 92 % aller verschrotteten Altfahrzeuge in Deutschland sind Pkw. Kein Kraftfahrzeugtyp wird in Deutschland häufiger verschrottet. Fast 60 Prozent aller verschrotteten Pkw in Deutschland setzten sich 2014 aus fünf Automarken zusammen:
- Ford 25,7 %
- Volkswagen 24,9 %
- Opel 24,4 %
- Renault 14,6 %
- Fiat 10,4 %

Diese Marken machten 48 % der neu zugelassenen Kraftfahrzeuge auf Deutschlands Straßen aus.

### Rechtliches

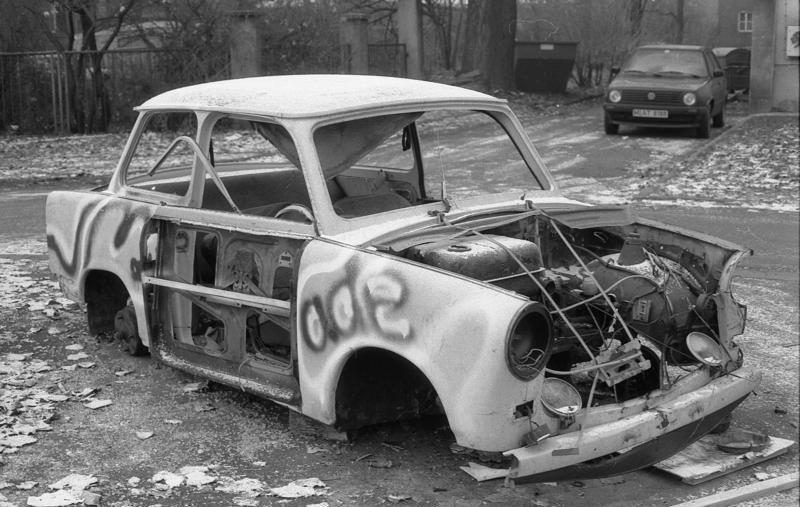
Bei illegal entsorgten Fahrzeugen ermitteln Behörden über die Fahrgestellnummer den letzten Halter

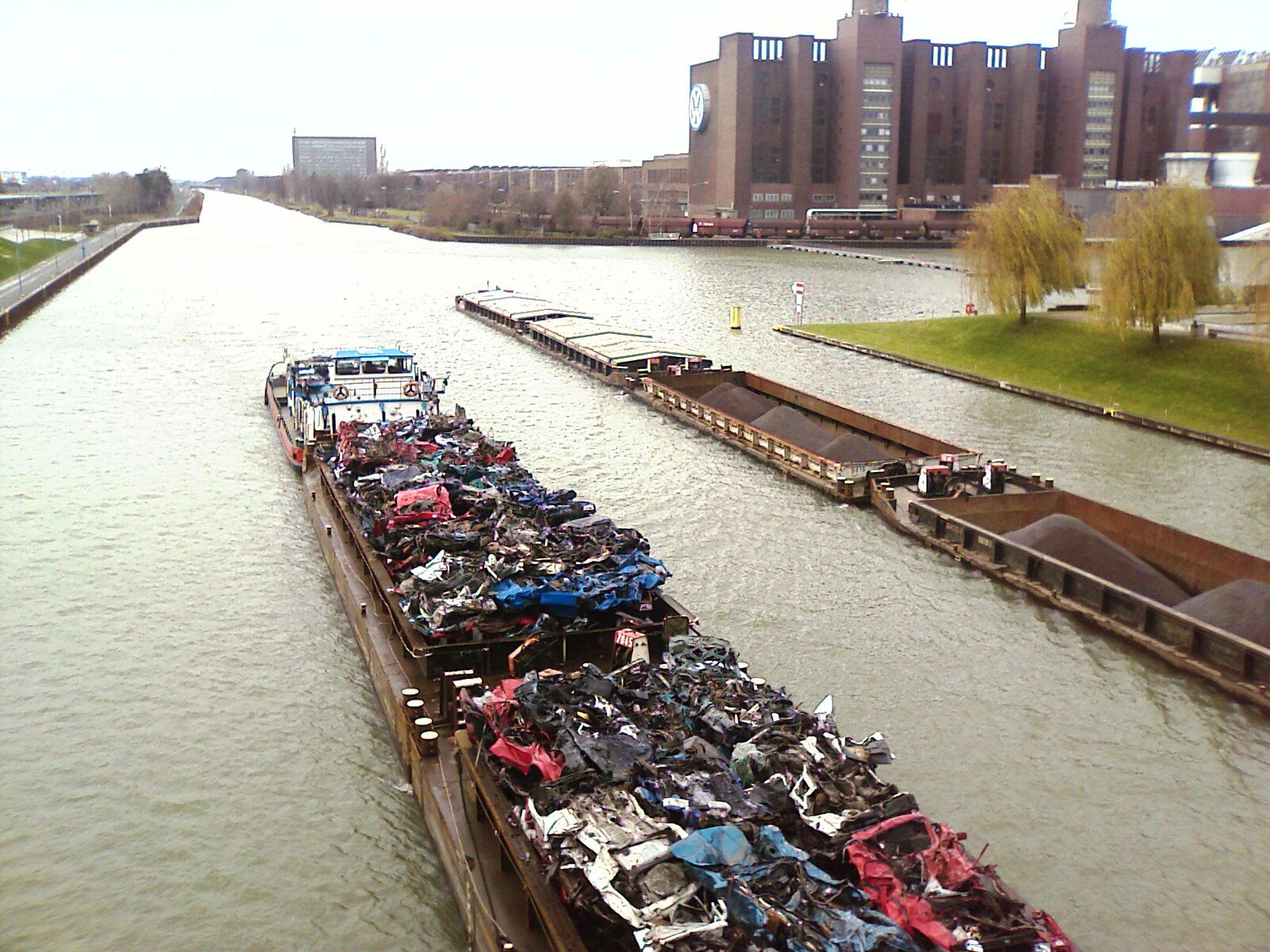
Schrottautos auf einer Schute auf dem Mittellandkanal in Wolfsburg vor dem VW-Werk

Wird ein Autowrack widerrechtlich im öffentlichen Verkehrsraum abgestellt, wird der Halter ordnungsrechtlich belangt. Nach § 326 StGB stellt die illegale Altfahrzeugentsorgung einen Straftatbestand dar. Treten dabei umweltgefährdende Stoffe aus, können strafrechtlich relevante Fälle mit einer Geld- oder mit einer Freiheitsstrafe geahndet werden. Die ordnungswidrige Entsorgung eines Altautos kann dabei mit einem Bußgeld bis zu 50.000 EUR belegt werden. Daher verlangt die Zulassungsstelle vom letzten Halter nach Abmeldung seines Fahrzeugs einen Entsorgungsnachweis der vom zertifizierten Verwertungsbetrieb ausgestellt wird und  die fachgerechte Entsorgung des Altfahrzeugs dokumentiert. Wenn dieser nicht vorgelegt werden kann, gehen Ordnungsämter von illegaler Entsorgung (z. B. am Straßenrand) oder von illegaler Mülllagerung (auch in privaten Garagen, auch bei längerfristigen Restaurierungsvorhaben) aus.
Bis Mitte 2008 wurde für ein komplettes Altauto bis zu 300 Euro von den Verwertern bezahlt; die Stahlwerke suchten auf den Märkten nach Schrott. Durch die Abwrackprämie des Konjunkturpaketes II bekamen Altautobesitzer 2500 Euro, wenn sie ihr Fahrzeug verschrotten ließen. In der Folge sank der Schrottpreis auf einen Tiefstand. Durch die große Nachfrage nach Stahlschrott in aufstrebenden Ländern wie zum Beispiel China hat sich der Preis für Stahlschrott wieder normalisiert.

### Schrott-/Altfahrzeugexport
Altfahrzeuge werden nach der Basler Konvention und der Abfallverbringungsverordnung als gefährliche Abfälle eingestuft und dürfen nur in OECD-Länder exportiert werden. Dennoch gibt es immer wieder Berichte (zum Beispiel bei Frontal21 am 31. März 2015), dass nicht nur Gebrauchtfahrzeuge, sondern auch Altfahrzeuge aus Deutschland nach Afrika, Nahost und in östlich der EU gelegene Länder exportiert werden. Dort werden sie, obwohl sie sicherheitstechnisch und abgastechnisch nicht mehr den deutschen Anforderungen entsprechen, oft noch lange Zeit gefahren. Viele Zielländer des Exports von Gebraucht- und/oder Altfahrzeugen haben inzwischen Einschränkungen oder Verbote erlassen, um den unkontrollierten Import von unsicheren und umweltschädlichen Fahrzeugen zu unterbinden.